# Le Folly
Le Folly ist ein 1730 m ü. M. hoher Berg der Freiburger Voralpen an der Grenze der Gemeinden Blonay – Saint-Légier und Montreux im Schweizer Kanton Waadt.

## Name
Der Name Folly ist ein in der Romandie üblicher Name für unter anderem Berghänge, auf denen ursprünglich Gebüsch oder Gruppen von Laubholzbäumen standen.

## Lage

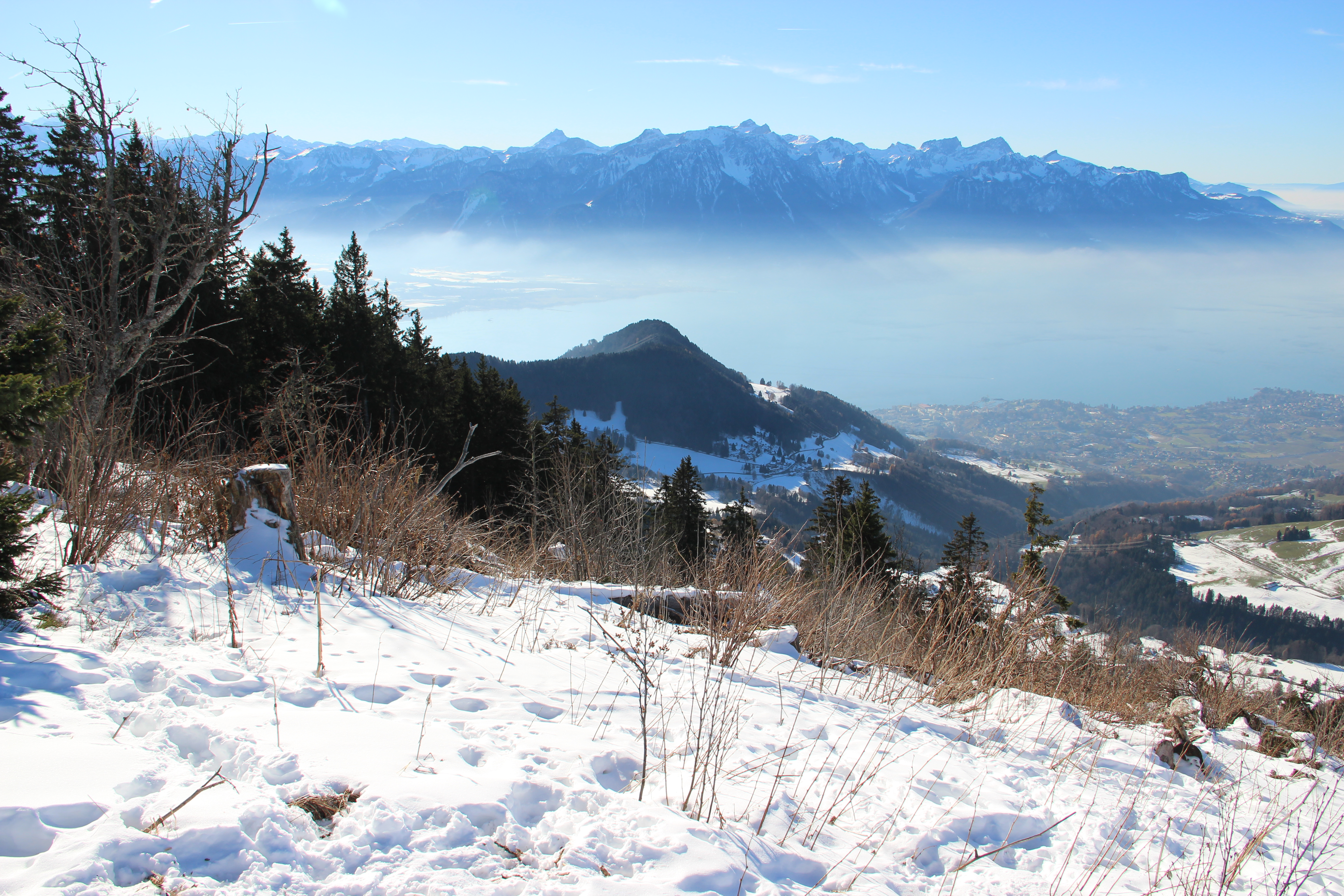
Blick von Le Folly auf den Genfersee

Der weitgehend bewaldete Gipfel liegt zwischen drei Tälern: Der Ruisseau de Saudanne im Norden fliesst nach wenigen Kilometern in die Veveyse de Fégire, Nebenfluss der Veveyse. Im Südosten liegt das Tal des Wildbachs Avessan, der nach wenigen Kilometern in die Baye de Clarens fliesst, deren Tal im Südwesten von Le Folly liegt. Die Wasserläufe münden bei Vevey bzw. Clarens in den Genfersee.
Le Folly erhebt sich mit rund 110 Metern Schartenhöhe über dem Pass La Forcla (etwa 1620 m ü. M.) im Osten, über den ein Bergwanderweg zum Molard (1751 m ü. M.) führt.
Der Berg liegt an der Grenze des Parc naturel régional Gruyère Pays-d’Enhaut, eines Parks von nationaler Bedeutung.

## Aufstieg
Der nach der SAC-Wanderskala als Bergwandern (T2) klassifizierte Aufstieg ist von Villard-sur-Chamby, Les Avants, Les Pléiades oder Les Paccots bei Châtel-Saint-Denis möglich.
Im Geographischen Lexikon der Schweiz von 1904 wird der Berg als Ausflugsziel der Kurgäste aus Les Avants und Montreux mit einer schönen Aussicht auf den Genfersee genannt.